# ویلیام کوکبرن (بازیکن هاکی روی یخ)
ویلیام کوکبرن (انگلیسی: William Cockburn; ۱ مارس ۱۹۰۲ – ۲۱ مارس ۱۹۷۵) بازیکن هاکی روی یخ اهل کانادا بود.